# Cavendish Morton (attore)
Cavendish Morton (New York, 1874 – Londra, 29 giugno 1939) è stato un attore, fotografo e regista britannico.

## Biografia
Morton nacque a New York da genitori britannici, e debuttò a teatro nella produzione teatrale newyorchese The Prodigal Daughter. Verso la fine del secolo si trasferì a Londra e lavorò con le compagnie teatrali di Charles Wyndham e H. Beerbohm Tree. Fu l'autore di The Art of Theatrical Make-up (1909) e Cinema Acting: A Handbook for Amateurs (1914), quest'ultimo un libro presumibilmente andato perduto che potrebbe essere il primo esempio di guida britannica alla recitazione cinematografica. Inoltre egli diresse il film muto The Broken Melody del 1916.
Appassionato di fotografia, era sposato con la scrittrice ed attrice Concordia Merrel, che posò per molte delle sue fotografie, e la coppia ebbe due figli: Cavendish Morton e Concord Morton, entrambi pittori. 
Dopo un periodo di vagabondaggio nomade, la famiglia si stabilì a Bembridge nell'Isola di Wight dove la coppia istruì i figli a casa, con particolare attenzione alle arti.
Morì in un ospizio londinese il 29 giugno 1939, all'età di 65 anni. Gran parte del suo lavoro fotografico andò perduto quando il suo studio prese fuoco durante un bombardamento di Londra nella seconda guerra mondiale.

## Filmografia

### Regista
- The Broken Melody (1916)

## Galleria d'immagini

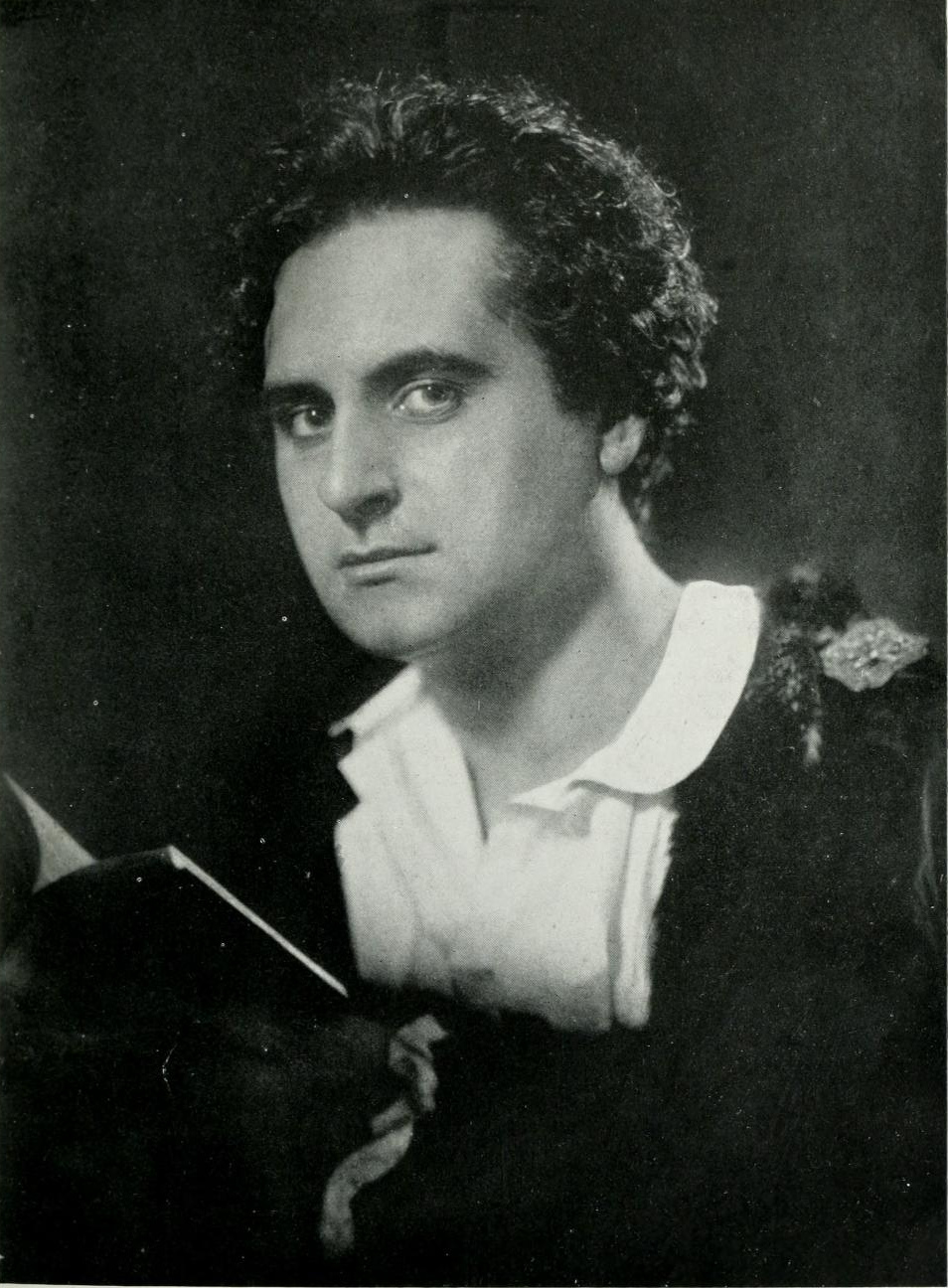
Cavendish Morton nel ruolo di Amleto
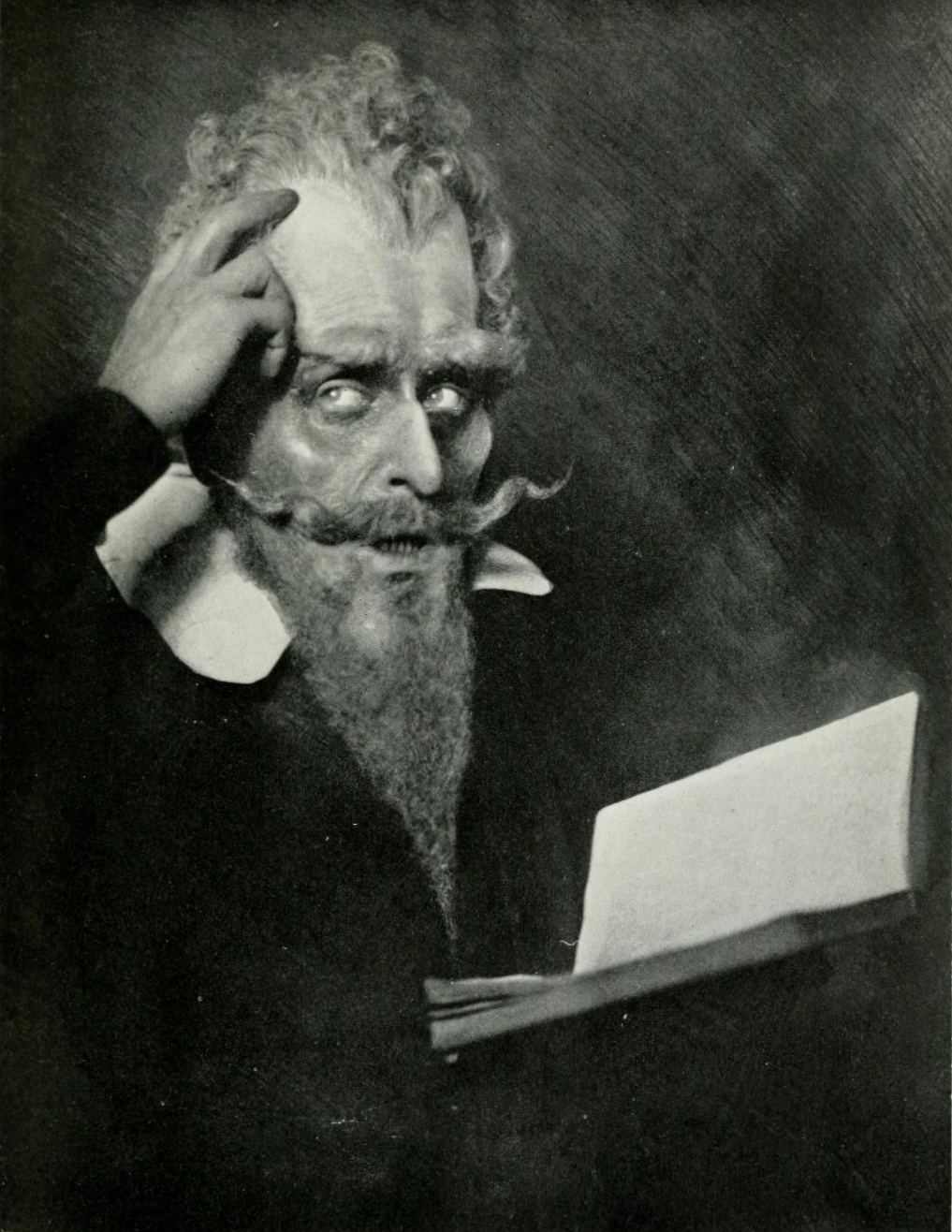
Cavendish Morton nel ruolo di Don Chisciotte
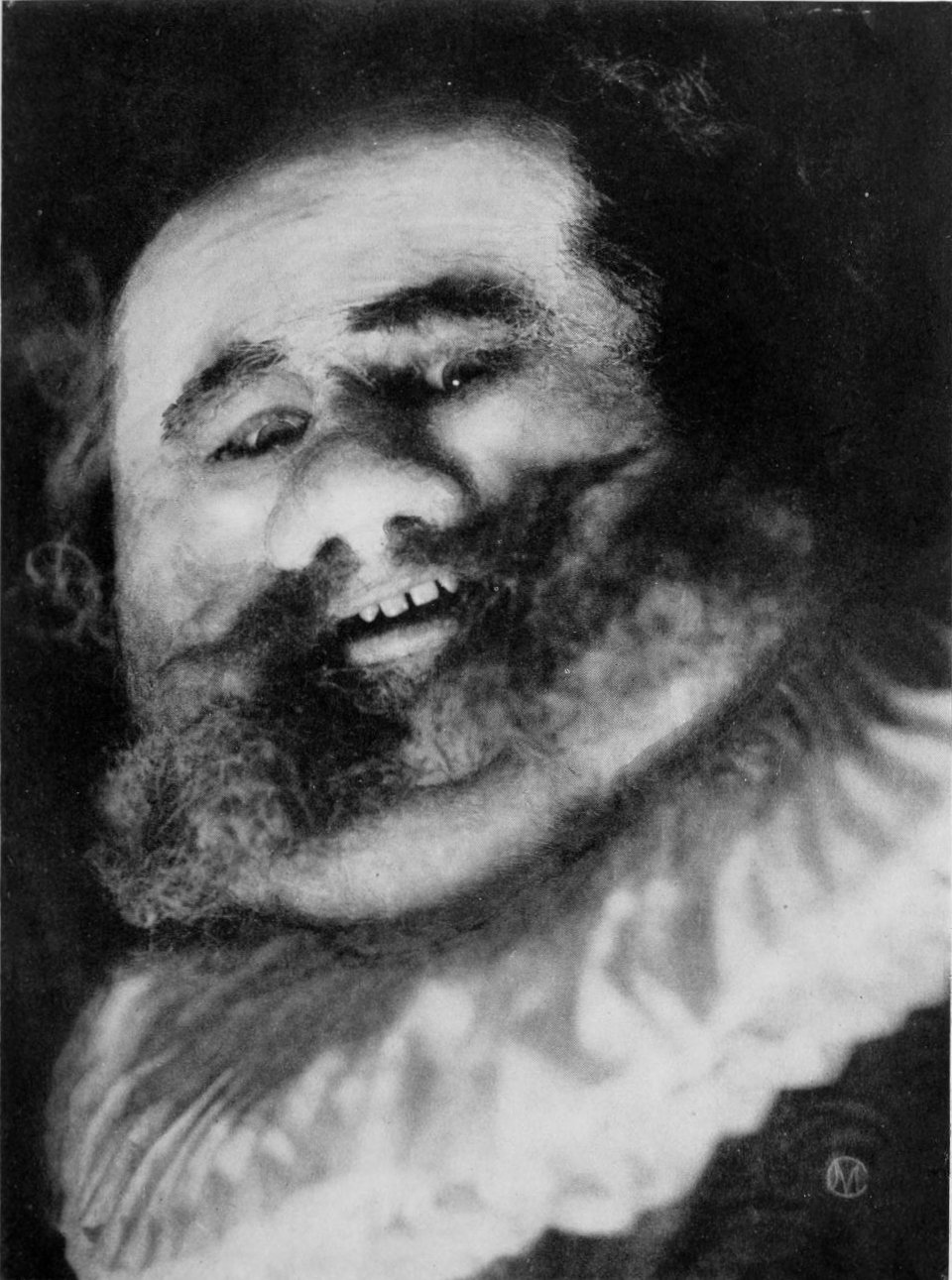
Cavendish Morton truccato da Falstaff
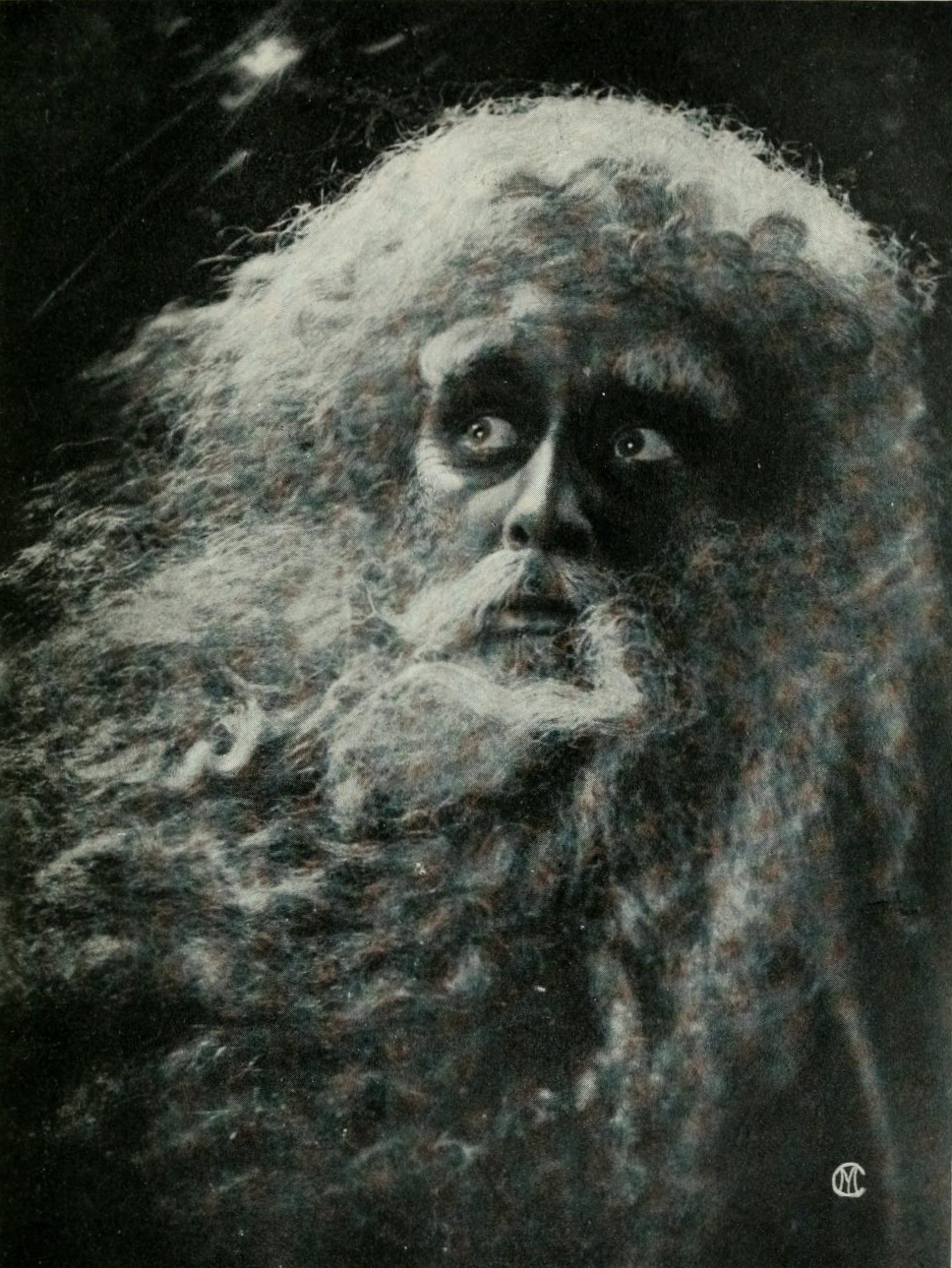
Morton come re Lear
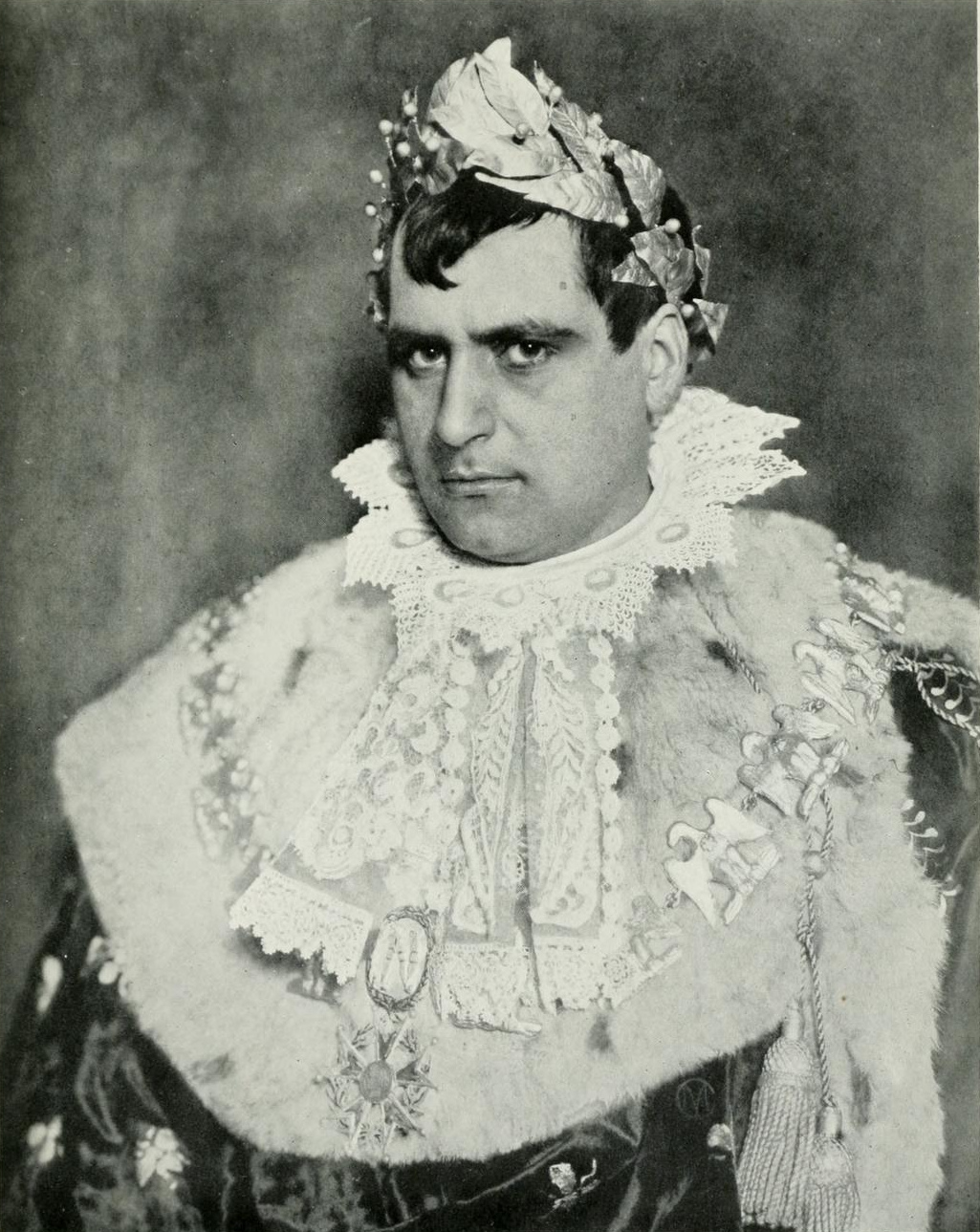
Morton nel ruolo di Napoleone
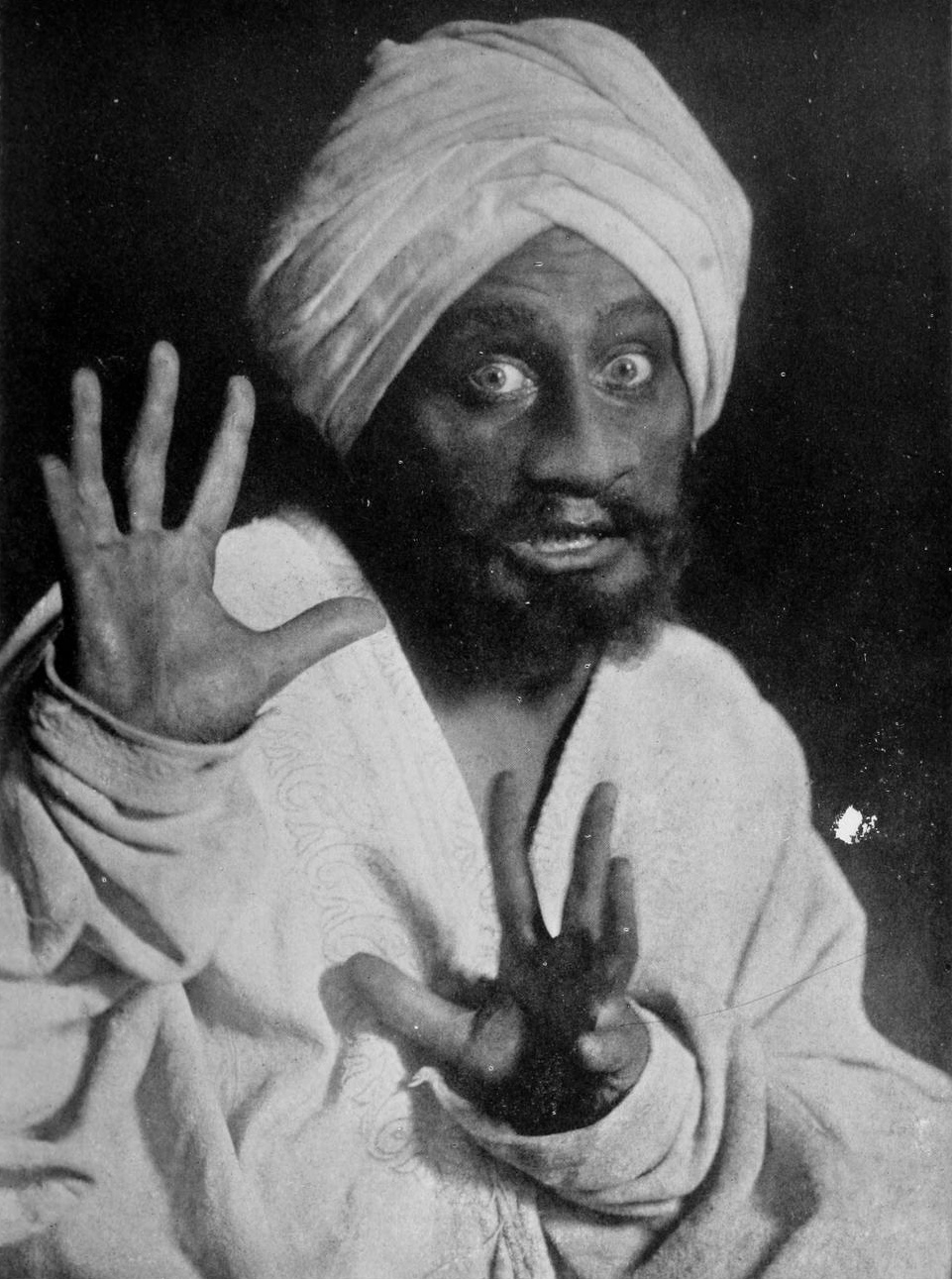
Cavendish Morton nel ruolo di Otello
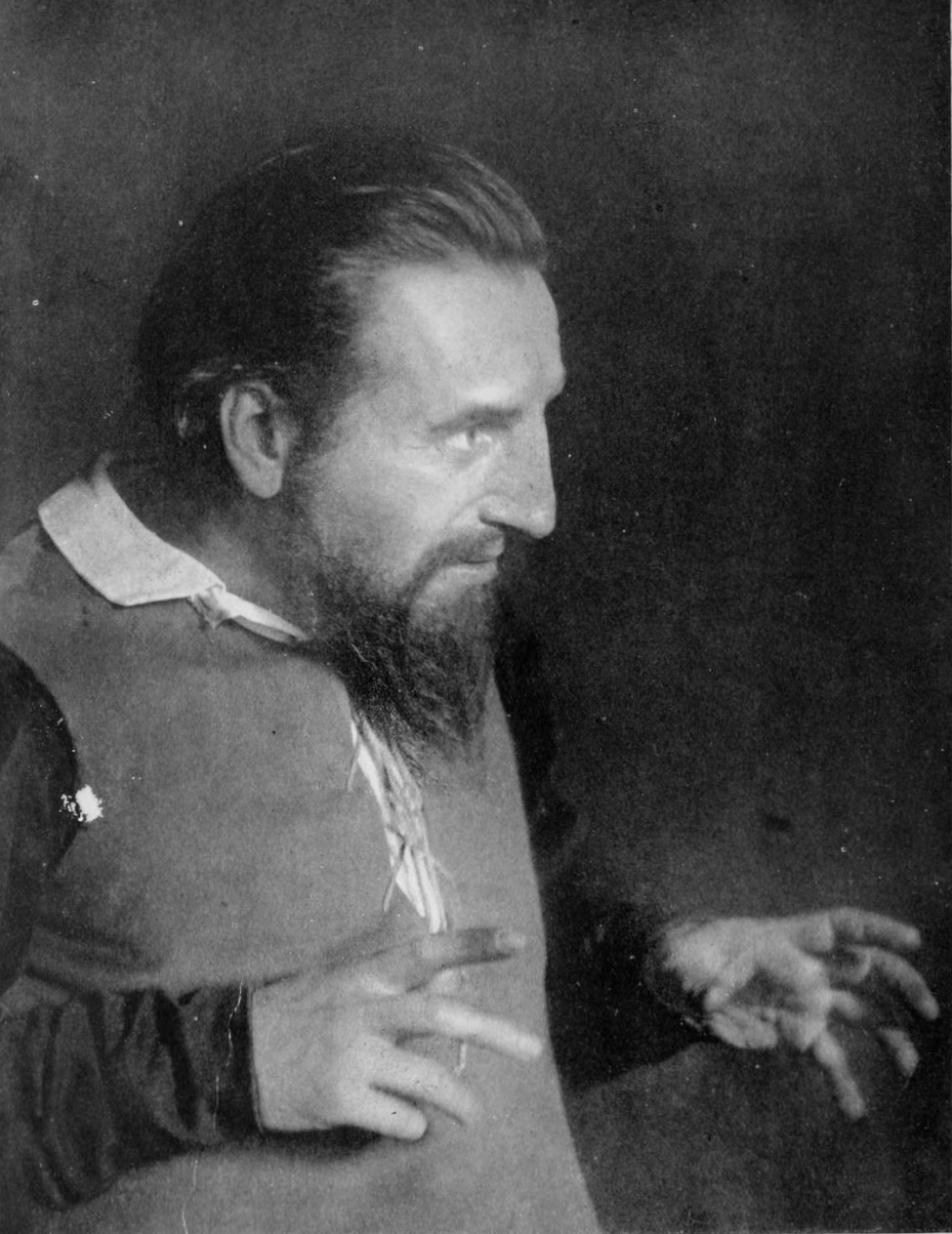
Morton come Iago
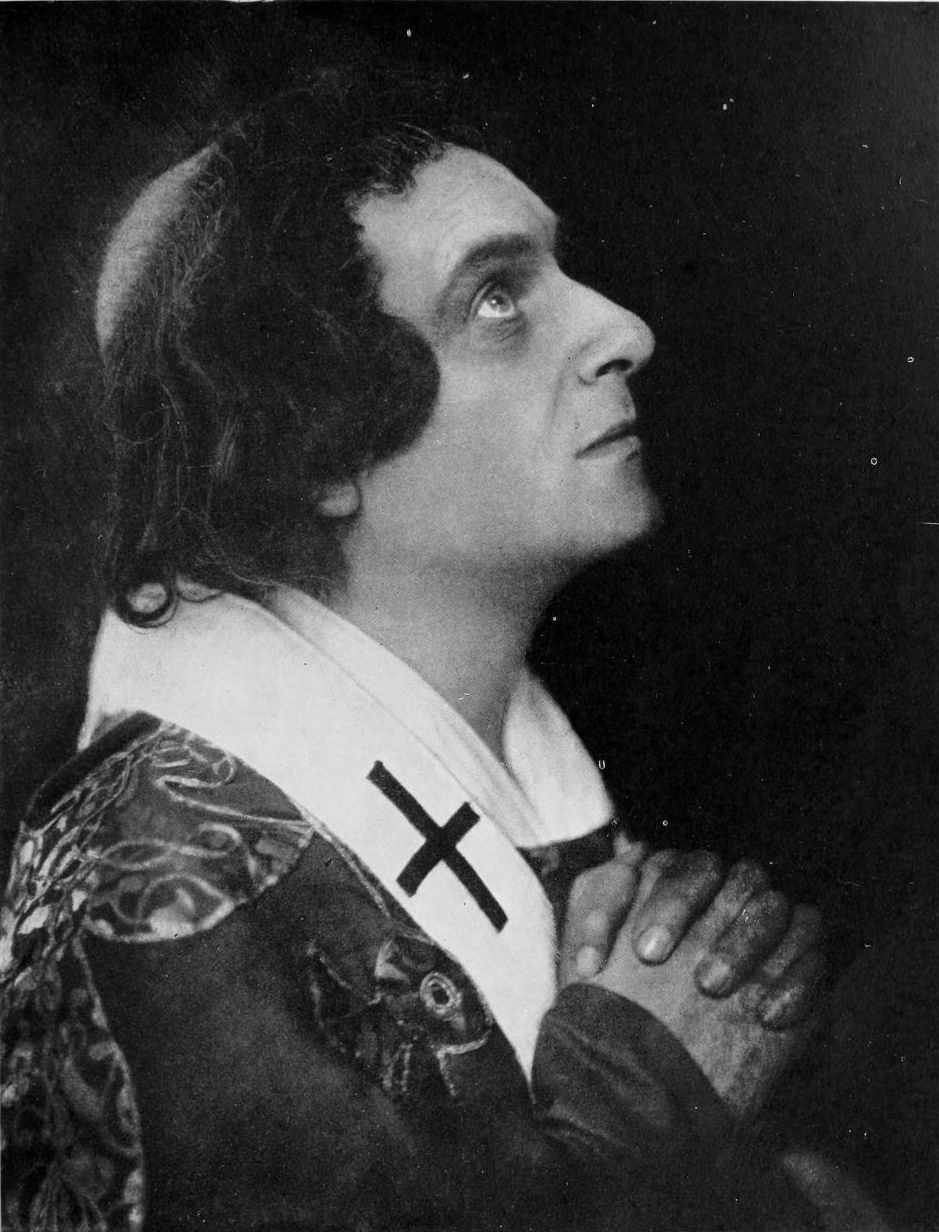
Morton come Dunstano di Canterbury
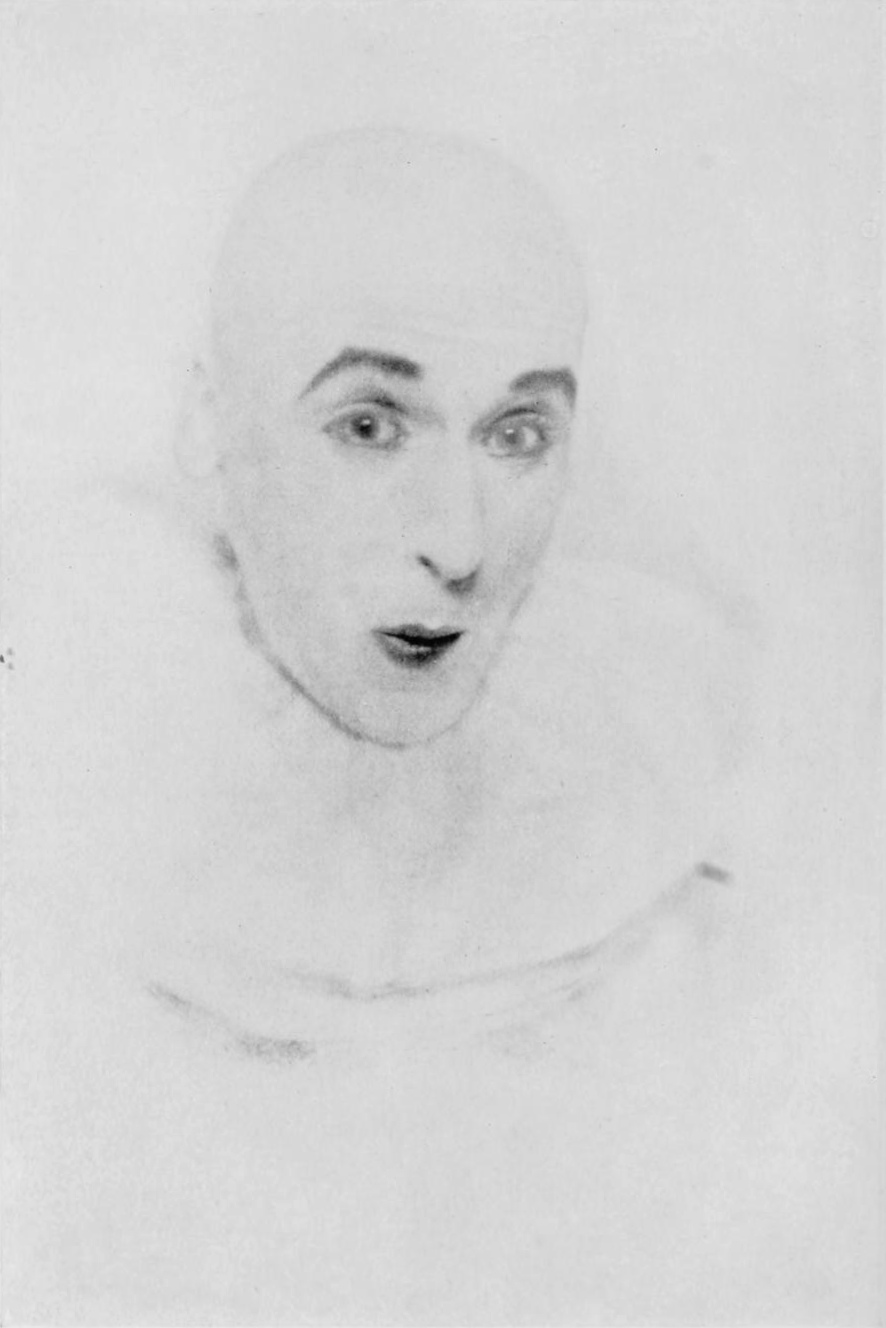
Morton truccato da Pierrot
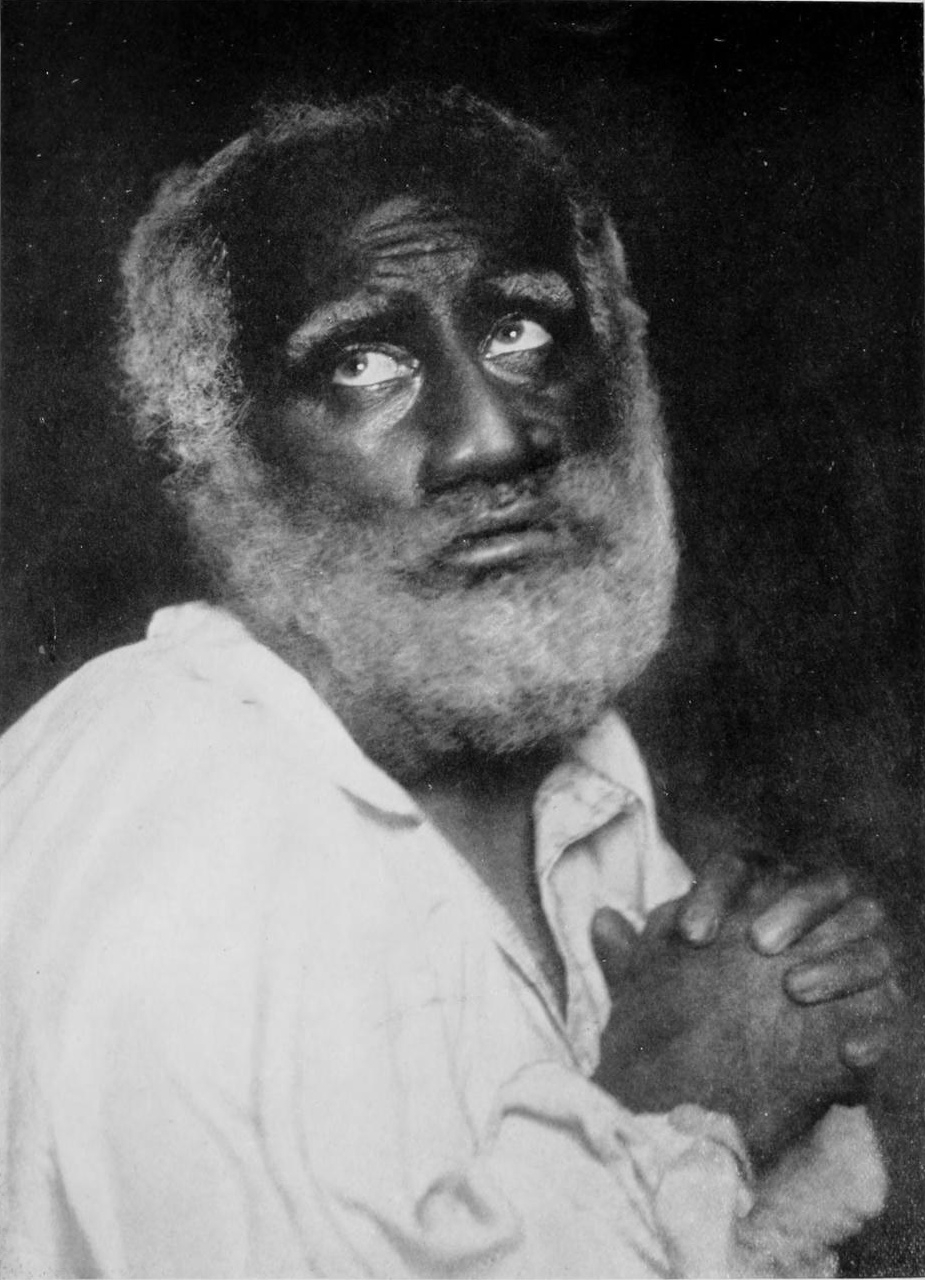
Morton truccato da zio Tom
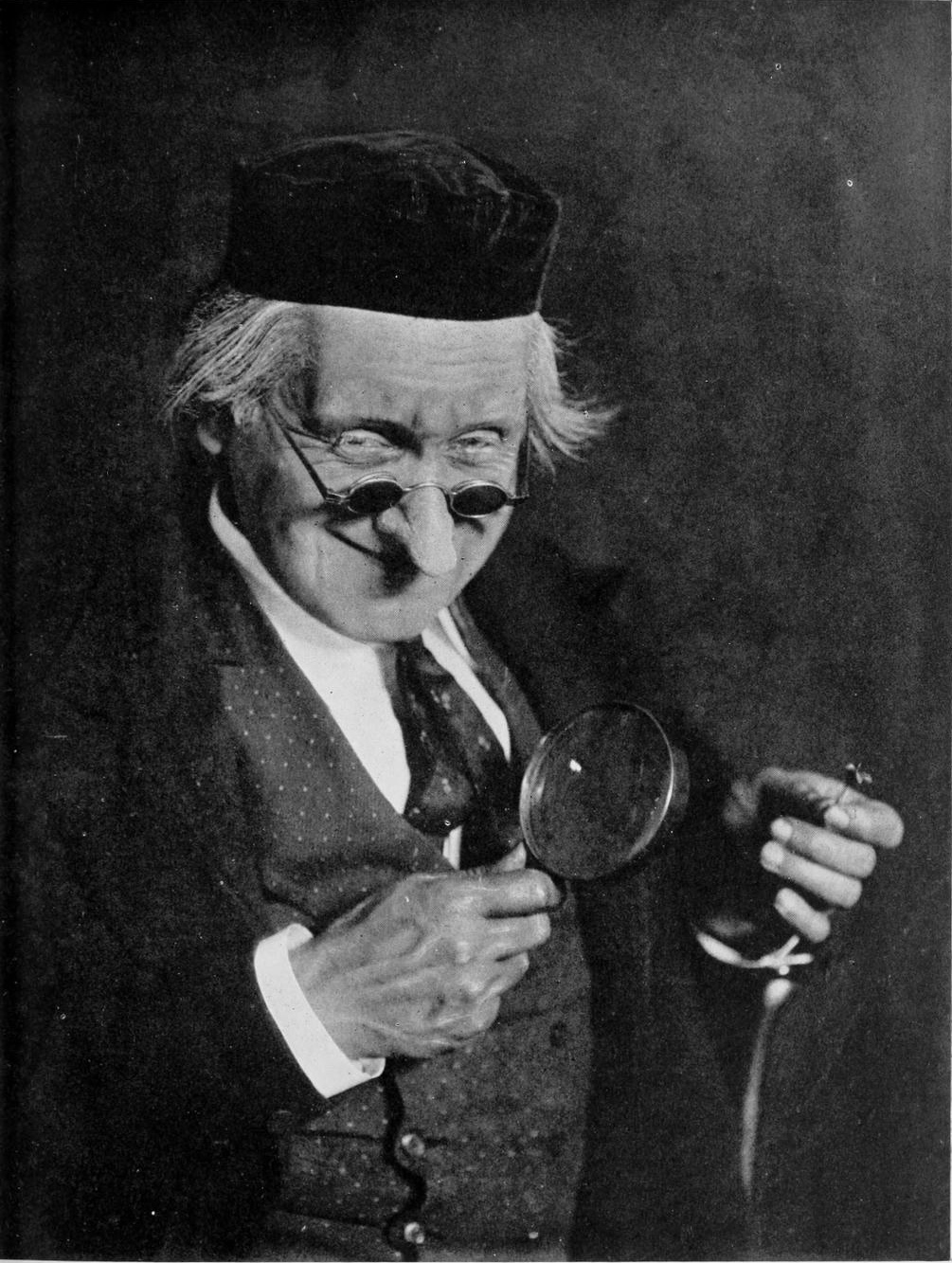
Morton nerl ruolo di un professore
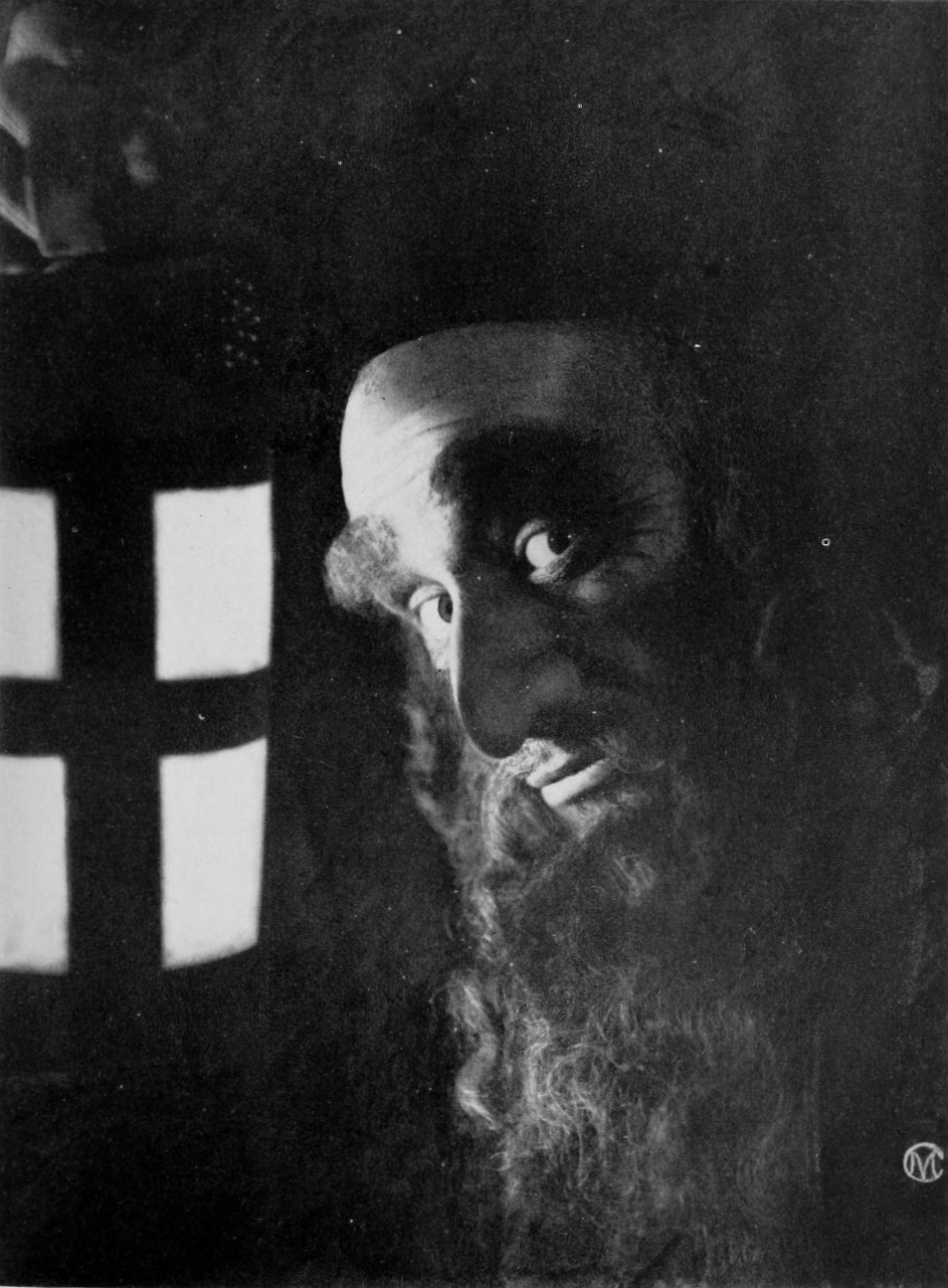
Morton nel ruolo di Shylock l'ebreo
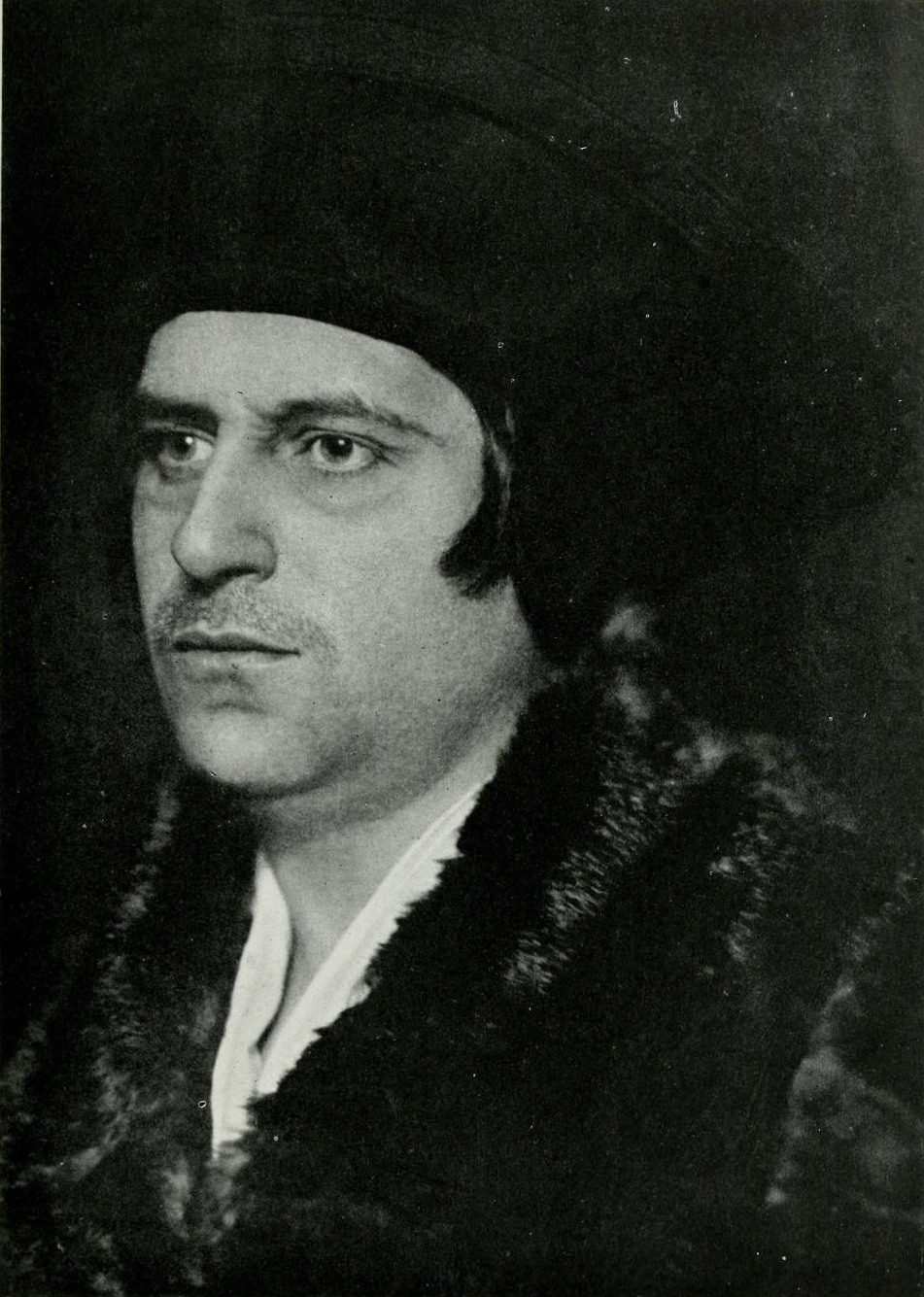
Cavendish Morton come Sir Thomas More